# Yeni Kuti
Omoyeni Anikulapo-Kuti (sinh ngày 22 tháng 5 năm 1961 tại Anh, Vương quốc Anh) là một vũ công, ca sĩ và hậu duệ của gia đình Ransome-Kuti. Bà đã tiên phong cho ý tưởng về Felabration, một lễ hội âm nhạc được hình thành để kỷ niệm cuộc sống và những đóng góp của cha bà Fela Kuti cho xã hội Nigeria.
Sinh ra ở Anh, Yeni được sinh ra là đứa trẻ đầu tiên nổi dậy tiên phong Fela Kuti và là một bà mẹ người Anh. Bà hoàn thành giáo dục cơ bản và trung học ở Nigeria sau khi rời Vương quốc Anh khi mới hai tuổi. Bà có bằng tốt nghiệp báo chí sau khi tốt nghiệp Học viện Báo chí Nigeria. Năm 1986, bà gia nhập ban nhạc của Femi với tư cách là một ca sĩ và vũ công sau khi từ bỏ công việc thiết kế thời trang. Bà hiện đang phục vụ như là một người đồng quản lý của Đền thờ New Afrika cùng với anh trai Femi Kuti.